# Sommet de Hambourg : la Chine à la rencontre de l'Europe
 (mars 2012).
Le « Sommet de Hambourg : la Chine à la rencontre de l’Europe », est une conférence sino-européenne de premier plan qui se déroule tous les deux ans à Hambourg. Organisé par la Chambre de Commerce de Hambourg pour la première fois en 2004, le « Sommet de Hambourg », se veut une plateforme pour un dialogue ouvert entre l’Europe et la Chine, et vise à améliorer les relations commerciales.

## Histoire
L’idée du « Sommet de Hambourg : la Chine à la rencontre de l’Europe » est née au cours d’échanges entre l’ancien chancelier Helmut Schmidt, les maires de Hambourg et la Chambre de Commerce de la ville, afin d’intensifier le dialogue politique et économique entre l’Europe et la Chine, et de promouvoir les relations économiques.
Le choix de Hambourg pour accueillir cette conférence s’est surtout imposé au vu de la solidité des relations économiques entre la ville hanséatique et la République populaire de Chine. Avec plus de 550 sièges d’entreprises chinoises sur son sol, Hambourg est l’une des villes d’Europe où la concentration d’entreprises chinoises est la plus forte. Outre des sociétés dont l’activité est essentiellement portuaire (Cosco, Sinotrans), d’autres groupes industriels chinois ont également choisi d’implanter le siège européen de leurs succursales à Hambourg (Baosteel, Sinosteel ou Shanghai Zhenhua Heavy Industries ZPMC). Deux des plus grandes banques chinoises sont également présentes avec leur filiale dans la ville hanséatique, à savoir Bank of China et Industrial and Commercial Bank of China (ICBC). Par ailleurs, 700 entreprises hambourgeoises entretiennent de bonnes relations commerciales avec la Chine. La ville occupe aussi une position stratégique dans les échanges entre l’Europe du Nord, l’Europe centrale et orientale et la Chine, car la plupart des importations en provenance de Chine transitent par Hambourg et sont réexpédiées vers les nouveaux pays candidats à l’adhésion à l’UE, mais aussi vers la Russie, l’Europe occidentale et l’Europe du Sud. Ainsi, près d’un tiers du trafic de conteneurs réalisé dans le port de Hambourg s’effectue avec la Chine.

### 2004
Le premier « Sommet de Hambourg » a eu lieu en 2004. En présence de l’ancien chancelier Helmut Schmidt, ce sommet a rassemblé plus de 350 dirigeants issus du monde politique, économique et scientifique, pour s’entretenir sur les relations sino-européennes. L’invité d’honneur de la République populaire de Chine était l’ancien vice-Premier ministre Zeng Peiyan.

### 2006
Dès le deuxième « Sommet de Hambourg », M. Wen Jiabao, Premier ministre de la République populaire de Chine et invité d’honneur de la conférence, a souligné l’importance de cette rencontre. L’événement a également donné lieu à des discussions entre le fondateur de l’État de Singapour, M. Lee Kuan Yew, et les anciens chanceliers allemands Helmut Kohl et Helmut Schmidt.

### 2008
Le troisième « Sommet de Hambourg », s’est tenu en 2008, après la « période de gel » des relations germano-chinoises qui a suivi la rencontre entre la chancelière allemande Angela Merkel et le Dalaï-lama en septembre 2007. Ce sommet organisé à l’automne 2008 a constitué la première visite d’un haut responsable politique chinois en Allemagne, marquant ainsi le premier rapprochement significatif entre les deux pays après cette phase de mécontentement. Les invités d’honneur présents étaient M. Dr. Frank-Walter Steinmeier, l’ancien ministre des Affaires étrangères et vice-chancelier, M. Zhang Dejiang, vice-Premier ministre de la République populaire de Chine, et l’ancien commissaire européen László Kovács.

### 2010
Plus de 400 participants ont assisté au quatrième « Sommet de Hambourg », dont le contenu a été fortement marqué par l’impression de sortie de la crise économique et financière du moment, et son impact sur les relations économiques sino-européennes. Parmi les invités d’honneur politiques se trouvaient M. MA Kai, Secrétaire général du Conseil des affaires d’État de la République populaire de Chine, M. Guido Westerwelle, le ministre allemand des Affaires étrangères et ancien vice-chancelier, ainsi que le vice-président de la Commission européenne et commissaire chargé de la concurrence, Joaquin Almunia.

### 2012
Le cinquième « Sommet de Hambourg » s'est déroulé du 28 au 30 novembre 2012 à la Chambre de Commerce de Hambourg. En ouverture du cinquième « Sommet de Hambourg : la Chine à la rencontre de l'Europe », le ministre chinois de l'Éducation Wan Gang, l'ancienne ministre allemande de la Recherche Annette Schavan et le prof. Georgios Papastamkos, vice-président du Parlement européen, ont exprimé au cours de leurs discours leurs conceptions des relations économiques euro-chinoises. Six débats ont permis d'aborder la situation économique mondiale, les relations commerciales entre l'UE et la Chine, la libéralisation de la monnaie chinoise, les Villes intelligentes, la garantie de l'approvisionnement en matières premières ainsi que les stratégies pour l'Europe et pour la Chine au sein d'un monde multipolaire. Néanmoins, les conséquences du changement de pouvoir en Chine et la crise de l'endettement des États en Europe étaient au centre de tous les discours et débats. Pour de nombreux participants, le point culminant fut la discussion entre l'ancien chancelier allemand Helmut Schmidt et l'ancien secrétaire d’État américain Henry Kissinger, qui se sont entretenus au sujet du rôle de la Chine, de l'Europe et des USA au sein de la structure mondiale du pouvoir. L'édition 2012 du « Sommet de Hambourg » a réuni 440 participants de 21 pays ainsi que 200 représentants de presse. 

### 2014
Le sixième « Sommet de Hambourg » a eu lieu les 10 et 11 octobre 2014 à la Chambre de Commerce de Hambourg. Parmi les invités d’honneurs se trouvaient le Premier ministre chinois Li Keqiang, le Premier ministre luxembourgeois Xavier Bettel, le président du Parlement européen Martin Schulz et le ministre allemand des Affaires étrangères Dr. Frank-Walter Steinmeier. Lors de son discours de clôture, le Premier ministre chinois Li a souligné l’importance de la coopération avec l’Europe pour la mise en œuvre du programme de réformes chinois et a ainsi donné une impulsion décisive à la poursuite de la coopération bilatérale. À côté des hôtes de marque, quelque 665 personnes ont participé à la sixième édition du « Sommet de Hambourg ».

### 2016
Le septième « Sommet de Hambourg » a eu lieu les 23 et 24 novembre à la Chambre de Commerce de Hambourg. En plus de 560 participants qui viennent de 14 nations différentes, étaient aussi présents la Vice-premier ministre chinoise Liu Yandong, le ministre allemand des Affaires étrangères Dr. Frank-Walter Steinmeier et le Vice-président de la Commission européenne Jyrki Katainen.

### 2018
Le huitième « Sommet de Hambourg » devrait être organisé en automne 2018 à la Chambre de Commerce. Les informations actuelles sont accessibles sur l’internet (www.hamburg-summit.com).

## Contenu
Le « Sommet de Hambourg » réunit des dirigeants issus du monde politique, économique et scientifique, afin qu’ils échangent sur les questions et les défis actuels du dialogue économique entre la Chine et l’Europe. Face à des périodes de crise économique mondiale comme celle qui a éclaté juste après la conférence de Hambourg de 2008, ou de l’actuelle crise de la dette, les forums tels que le « Sommet de Hambourg » se révèlent nécessaires, non seulement pour maintenir le dialogue avec la Chine sur un plan politiquement neutre, mais aussi pour l’intensifier.
Les thèmes régulièrement abordés lors du « Sommet de Hambourg » sont : le rôle de la Chine et de l’Europe dans l’économie mondiale, les relations commerciales entre la Chine et l’UE, les investissements bilatéraux entre l’UE et la Chine, la sécurité énergétique et la protection des matières premières, ainsi que les questions de durabilité et de préservation de l’environnement. L’objectif n’est pas seulement d’aborder de grands sujets théoriques, mais aussi de proposer, grâce à la présence de nombreux acteurs de terrain issus de l’économie, des solutions concrètes telles que le concept de « ville intelligente » (Smart City).
Le « Sommet de Hambourg » 2016 se concentrera sur les thèmes suivants :
- Situation actuelle de l’économie mondiale : rôles respectifs de la Chine et de l’Europe
- Relations commerciales entre la Chine et l’UE : un partenariat déséquilibré
- Libéralisation du RMB
- Villes intelligentes (Smart Cities)
- Approvisionnement en matières premières de la Chine et de l’Europe

Dans le cadre du « Sommet de Hambourg », deux prix sont attribués : le prix de l’amitié « China-Europe Friendship Award », décerné en 2012 à Jürgen Fitschen, le président du Comité Asie-Pacifique de l’économie allemande et co-administrateur de la Deutsche Bank AG, et en 2014 à la China Federation of industrial Economics (CIFE), le plus ancien partenaire et co-organisateur de l’évènement. Le « China-Europe Sustainability Award » a été quant à lui attribué à l’entreprise State Grid Corporation of China qui s’engage surtout dans le domaine des « smart grids » (réseaux électriques intelligents). En 2014, c’est à Dr Rainer Feurer, directeur de la stratégie d’entreprise et de la planification/Environnement au sein du Groupe BMW qu’est revenue la distinction. Le fabricant automobile a établi en République populaire de Chine de nouvelles normes de production durable.

Une collaboration étroite s’est instaurée dès 2004 avec la Fédération chinoise de l’économie industrielle (CFIE), qui agit en tant que cohôte de l’événement et fait venir à Hambourg une délégation commerciale de premier plan. Depuis 2010, il existe également une coopération étroite avec la « China Association of Trade in Services (CATIS) », l’association chinoise du commerce des services.

## Intervenants précédents
Représentants de la République populaire de Chine:
- 2004: Zeng Peiyan, ancien Vice-premier ministre
- 2006: Wen Jiabao, ancien Premier ministre
- 2008: Zhang Dejiang, ancien Vice-premier ministre
- 2010: Ma Kai, Secrétaire général du Conseil des affaires d’État
- 2012: Wan Gang, Vice-président de la 11e Conférence politique consultative du peuple chinois, ministre de l’Éducation et de la Technologie de la République Populaire de Chine
- 2014: Li Keqiang, Premier ministre
- 2016: Liu Yandong, Vice-premier ministre

Représentants de l’Union européenne:
- 2008: László Kovács, Commissaire chargé de la fiscalité et des questions douanières, Commission européenne
- 2010: Joaquín Almunia, Vice-président de la Commission européenne
- 2012: Karel De Gucht, Commissaire au commerce, Commission européenne
- 2012: Prof. Dr. Georgios Papastamkos, Vice-président, Parlement européen
- 2012: Elmar Brok, Président, Commission des Affaires étrangères, Parlement européen
- 2014: Xavier Bettel, Premier ministre, Luxembourg
- 2016: Jyrki Katainen, Vice-président de la Commission européenne

Représentants du gouvernement fédéral allemand :
- 2006: Michael Glos, ancien Ministre de l’Économie
- 2008 et 2014: Dr. Frank-Walter Steinmeier, ancien Ministre des Affaires étrangères et Vice-Chancelier
- 2010: Dr. Guido Westerwelle, Ministre des Affaires étrangères et ancien Vice-Chancelier
- 2012: Annette Schavan, ancienne Ministre de l’Éducation et de la Recherche
- 2014 et 2016: Dr. Frank-Walter Steinmeier, le ministre allemand des Affaires étrangères

Représentants d’autres gouvernements :
- 2008: Robert Hawke AC, ancien Premier ministre australien
- 2008: Anne-Marie Idrac, Secrétaire d’État français chargée du Commerce extérieur auprès du ministère de l’Économie, de l’Industrie et de l’Emploi
- 2008: Skeikha Lubna Al Quasimi, Ministre du Commerce extérieur des Émirats arabes unis
- 2010: Lord Heseltine CH, ancien Vice-premier ministre britannique
- 2004, 2006, 2008 : Lee Kuan Yew, Ministre Mentor, République de Singapour
- 2012: Dr. Henry Kissinger, ancien Secrétaire d’État des États-Unis d’Amérique et Prix Nobel de la Paix
- 2016: Kevin Rudd, ancien Premier ministre l‘Australie

Représentants de l’économie :
- Lutz Bethge, Directeur Général de Montblanc International
- Martin Brudermüller, Président adjoint du directoire de BASF SE; Porte-parole pour la Chine à la Commission Asie-Pacifique de l’économie allemande
- Victor Chu Chairman, First Eastern Investment Group
- Dr. Thomas Enders, Président-directeur général, EADS
- Jürgen Fitschen, Administrateur, Deutsche Bank AG ; Président de OAV - German Asia-Pacific Business Association
- Guo Guangchang, Directeur exécutif et Président du conseil de Fosun Group
- He Dongdong, Vice-président de Sany Heavy Industries Co., Ltd.
- Dr. Axel C. Heitmann, Président-directeur général de LANXESS AG
- Peter Löscher, Président du Comité Asie-Pacifique de l’économie allemande ; Président du Directoire de Siemens AG
- Hubertus Troska, member de Daimler AG, Chairman and CEO, Daimler Greater China Ltd.
- Xu Lejiang, Président de Baosteel Group Corporation
- Lu Jianzhong, Président, Shanghai Zhenhua Heavy Industries Co., Ltd (ZPMC)
- Cne. Xu Lirong, Directeur et Président, China Shipping (Group) Company
- Dahai Yu, Membre du directoire, Evonik Industries AG
- Yang Yuanqing, Président-directeur général de Lenovo Group Ltd.
- Zhang Jianwei, Directeur exécutif et président de SINOTRANS Ltd.
- Dr Song Hailiang, Vice-président, China Communications Construction Company Ltd.; président, Shanghai Zhenhua Heavy Industries Co. Ltd.
- Li Yunpeng, Director of Board and President, China Ocean Shipping (Group) Company (COSCO)
- Zhang Xiaogang PhD, President, Ansteel Group Corporation; President-elect, International Organization for Standardization
- Zhou Zhongshu, Chairman, Minmetals Corporation; CFIE Presidium Member

Représentants d’institutions :
- Dr. Vítor Constâncio et Prof. Lucas D. Papademos, Vice-présidents de la Banque centrale européenne
- Peter Praet, Économiste en chef, Banque central européenne
- Li Dongrong, Vice-gouverneur de la Banque populaire de Chine (BPC)
- Dr. Christine Loh, Directrice générale de Civic Exchange
- Philippe Maystadtet Dr. Werner Hoyer, Présidents de la Banque européenne d’investissement
- Prof. Dr. Mario Monti, Président de l’université Bocconi de Milan, ancien Commissaire européen
- Prof. Xu Kuangdi, Vice-président du 10e Comité National de la conférence consultative du peuple ; Président de la China Federation of Industrial Economics (CFIE)
- Capt. Wei Jiafu, Président de la China Association of Trade in Services (CATIS) ; Président-directeur général de COSCO Group
- Dr. Zhang Xuechun, Représentant de People’s Bank of China, Office in Frankfurt
- Gilles Noblet, Directeur général, International & European relations, European Central Bank

## Liens
- http://www.hamburg-summit.com
- http://www.hk24.de